# Hans-Georg Elias

Hans-Georg Elias (1961)

Hans-Georg Elias (* 29. März 1928; † 19. Januar 2022 in Sachse, Texas) war ein deutscher Chemiker. 

## Karriere
Nach dem Studium der Chemie an der Universität Hannover promovierte Elias 1957 bei Franz Patat an der TH München, der heutigen Technischen Universität München mit dem Thema Zur Isolierung und Charakterisierung von Chondroitinschwefelsäuren. 1961 habilitierte er sich an die ETH Zürich, wo er von 1961 bis 1963 als Privatdozent und von 1963 bis 1971 als Assistenzprofessor für organisch-chemische Technologie tätig war. Ab 1972 arbeitete er am Michigan Molecular Institute (Gründungsname Michigan Macromolecular Institute), dessen erster Direktor er bis 1983 war. 1996 ging er in den Ruhestand.

## Werk
Neben rund 200 wissenschaftlichen Publikationen und Patenten auf dem Gebiet der Synthese, Charakterisierung, Eigenschaften und Struktur synthetischer und biogener Polymere ist Elias Autor von zehn Büchern, von denen einige zu Standardwerken wurden. Insbesondere das vierbändige Werk Makromoleküle (spätere Auflagen in Englisch unter dem Titel Macromolecules) und die Monografie An introduction to plastics sind hier zu nennen.

## Schriften
- Ultrazentrifugen-Methoden, Beckman Instruments, 2. Auflage 1961
- Makromoleküle: Struktur, Eigenschaften, Synthesen, Stoffe, Hüthig und Wepf, 1971, 4. Auflage 1981
- Neue polymere Werkstoffe: 1969–1974; Synthese, Eigenschaften, Anwendung, Hanser 1975, 2. Auflage mit Friedrich Vohwinkel 1983
- Mega Molecules: tales of adhesives, bread, diamonds, eggs, fibers, foams, gelatin, leather, meat, plastics, resists, rubber, ... and cabbages and kings, Springer 1987
- Polymere: von Monomeren und Makromolekülen zu Werkstoffen; eine Einführung, UTB, Hüthig u. Wepf 1996
- An introduction to polymer science, VCH 1997
- Introduction to plastics, Wiley-VCH, 1993, 2. Auflage 2003
- Makromoleküle, 4 Bände, Wiley/VCH, 6. Auflage, 2009